# Aurora (opera)
Aurora è un'opera in tre atti del compositore argentino Ettore Panizza, su libretto italiano di Luigi Illica e Hector Quesada. Aurora divenne la seconda opera nazionale argentina, dopo la popolarissima El Matrero di Felipe Boero. Sebbene sia argentina di origine e di soggetto - l'azione si svolge a Córdoba durante la rivoluzione del 1810 -  lo stile di Aurora è italiano, ed evidenzia l'influsso di Giordano e Mascagni.
Aurora fu la prima opera argentina ad essere commissionata per la stagione inaugurale del Teatro Colón di Buenos Aires, dove andò in scena il 5 settembre 1908 con Amedeo Bassi, Titta Ruffo e Maria Farneti. La successiva versione dell'opera, riveduta e con testo spagnolo, fu rappresentata per la prima volta il 9 luglio 1945, ed è oggi considerata l'opera patriottica argentina per eccellenza. L'intermezzo Canción a la bandera (Canzone alla bandiera) è diventato in Argentina un canto patriottico.
Aurora fu rappresentata al Teatro Colón anche nel 1909 (con Hariclea Darclée), e successivamente negli anni 1945, 1953, 1955, 1965, 1966, 1983 e 1999.